# Mercedes-Benz Baureihe 206

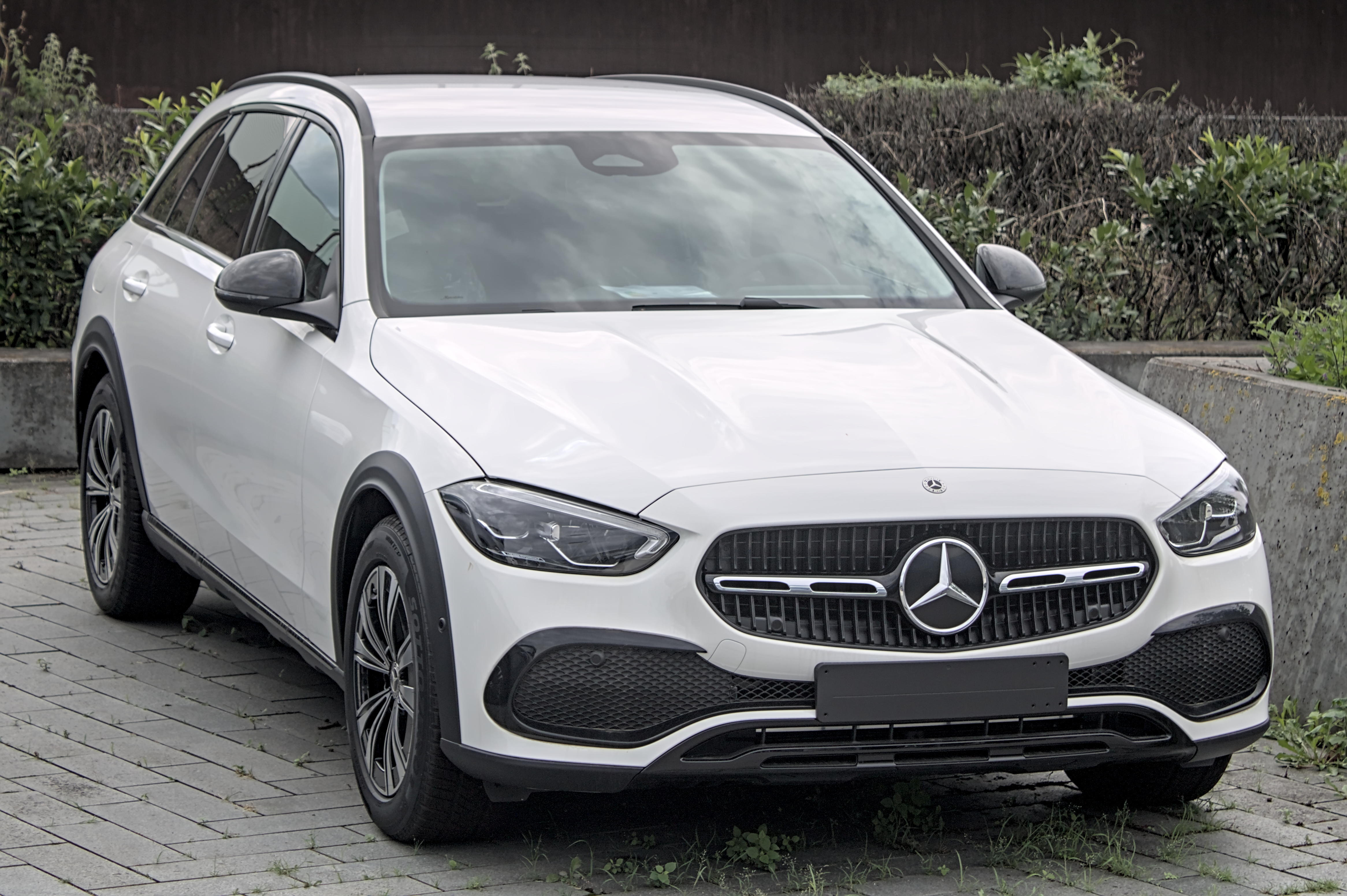
C-Klasse als Kombivariante All-Terrain

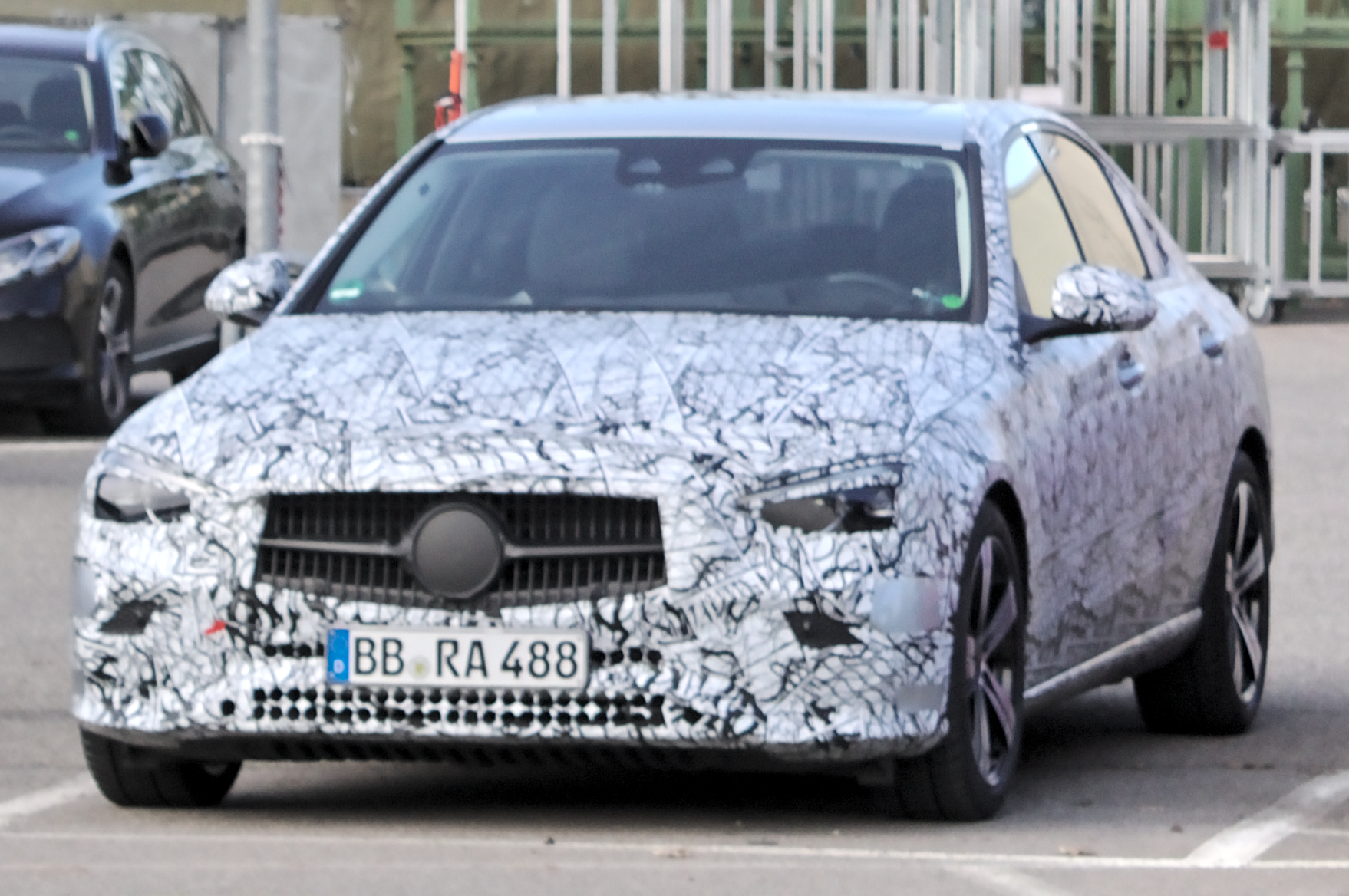
Erlkönig des W 206 im November 2020 in Böblingen

Die Baureihe 206 ist die werksinterne Bezeichnung der fünften Generation des Mittelklassemodells C-Klasse von Mercedes-Benz. Sie ersetzt nach der Weltpremiere am 23. Februar 2021 im Laufe des Jahres 2021 die seit 2014 gebaute C-Klasse der Baureihe 205.
Die Bestellfreigabe der vorgestellten Varianten Limousine und T-Modell war am 30. März 2021. Die Auslieferungen starteten im Juni 2021.

## Modellgeschichte

### Allgemeines
Neben der viertürigen Stufenhecklimousine gibt es den Kombi und dem auf dem Kombi basierenden, höher gelegten All-Terrain. Der Mercedes-Stern ist, außer bei der ausschließlich in China erhältlichen Langversion, im Kühlergrill angebracht. Neben der Basisversion gibt es die Ausstattungen Avantgarde und AMG Line.
Anders noch als in der Baureihe 205 ist die C-Klasse nicht mehr als Coupé oder Cabriolet verfügbar, da diese Modelle als CLE fortgeführt werden, die zugleich auch die Coupé- und Cabrio-Linie der Baureihe 238 (E-Klasse) ablösen.

### Technik
Die Baureihe 206 basiert wie die E- und S-Klasse (Baureihen 213 bzw. 223) auf dem Mercedes-Hinterradantriebsbaukasten MRA II. Die Strömungswiderstandskoeffizienten (cw) entsprechen mit 0,24 (Limousine) bzw. 0,27 (T-Modell) denen der jeweiligen Vorgängermodelle.

### Karosserie
Die Außenlänge wurde um 6,5 cm gegenüber der Vorgängergeneration vergrößert und beträgt 4,75 m. Von der größeren Länge entfallen 2,5 cm auf den Radstand, der insgesamt 2,865 m beträgt. Das Kofferraumvolumen blieb gleich.
|                                    | Limousine W 206             | T-Modell S 206              | All-Terrain                 |
| ---------------------------------- | --------------------------- | --------------------------- | --------------------------- |
| Bauzeitraum                        | seit 06/2021                | seit 06/2021                | seit 10/2021                |
| Länge × Breite × Höhe              | 4751 mm × 1820 mm × 1437 mm | 4751 mm × 1820 mm × 1454 mm | 4755 mm × 1841 mm × 1494 mm |
| Länge × Breite × Höhe (AMG 43)     | 4791 mm × 1824 mm × 1450 mm | 4791 mm × 1824 mm × 1466 mm | —                           |
| Länge × Breite × Höhe (AMG 63)     | 4842 mm × 1900 mm × 1458 mm | 4842 mm × 1900 mm × 1474 mm | —                           |
| Radstand (auch AMG 43)             | 2865 mm                     | 2865 mm                     | 2865 mm                     |
| Radstand (AMG 63)                  | 2875 mm                     | 2875 mm                     | —                           |
| max. Laderaumvolumen (auch AMG 43) | 455 l                       | 490–1510 l                  | 490–1510 l                  |
| max. Laderaumvolumen (AMG 63)      | 279 l                       | 324 l                       | —                           |

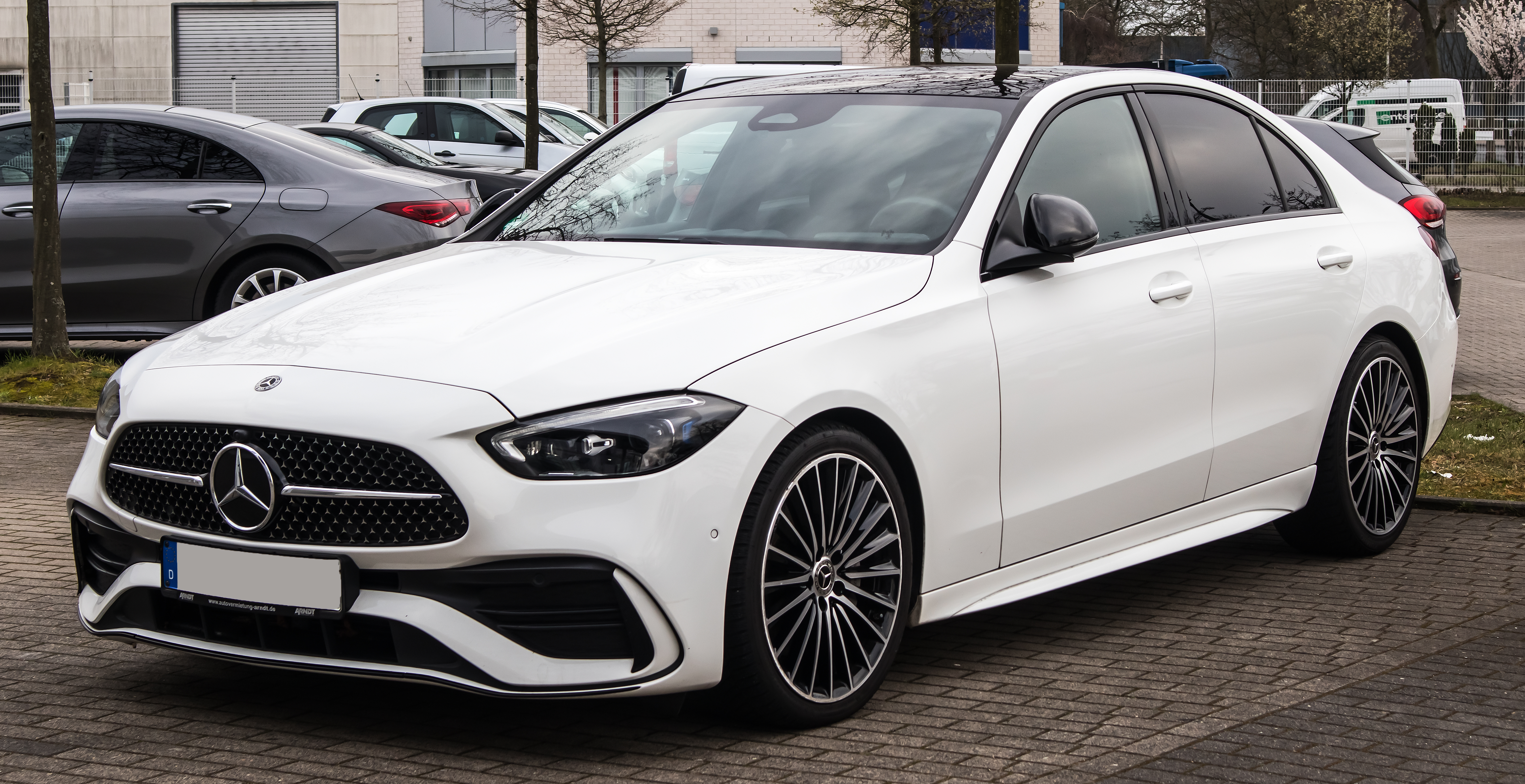
C-Klasse Limousine AMG Line
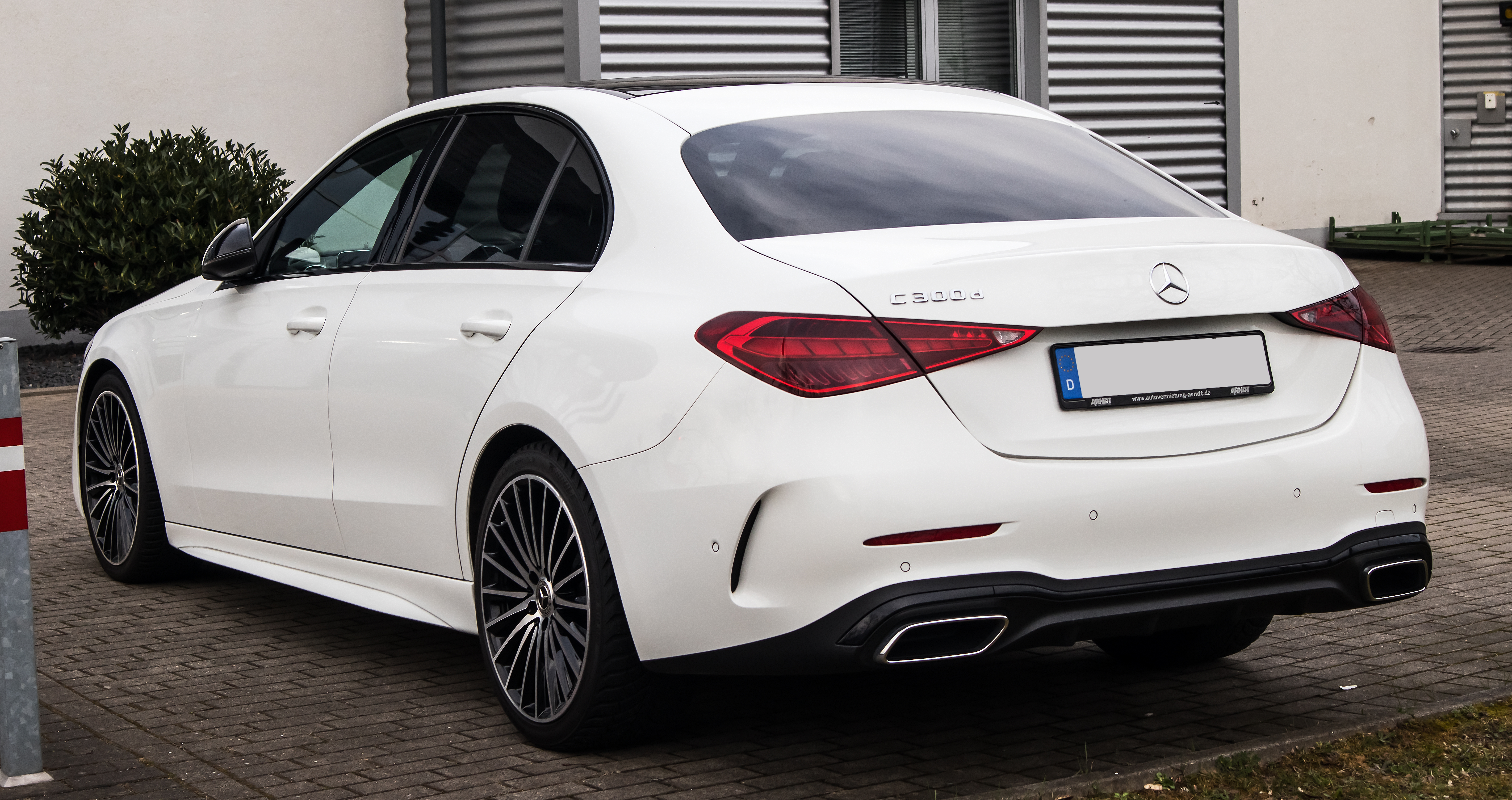
Heckansicht
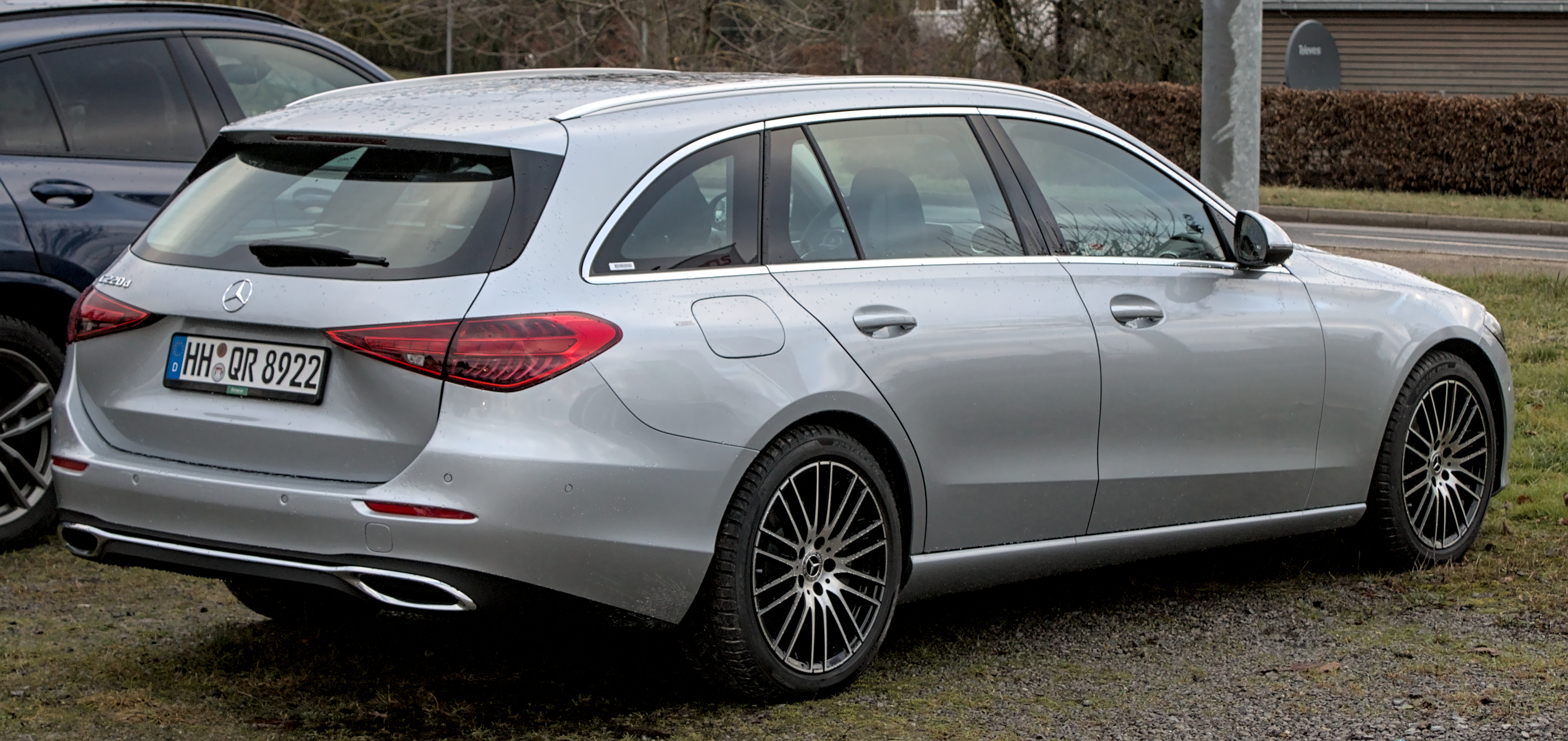
Heckansicht T-Modell
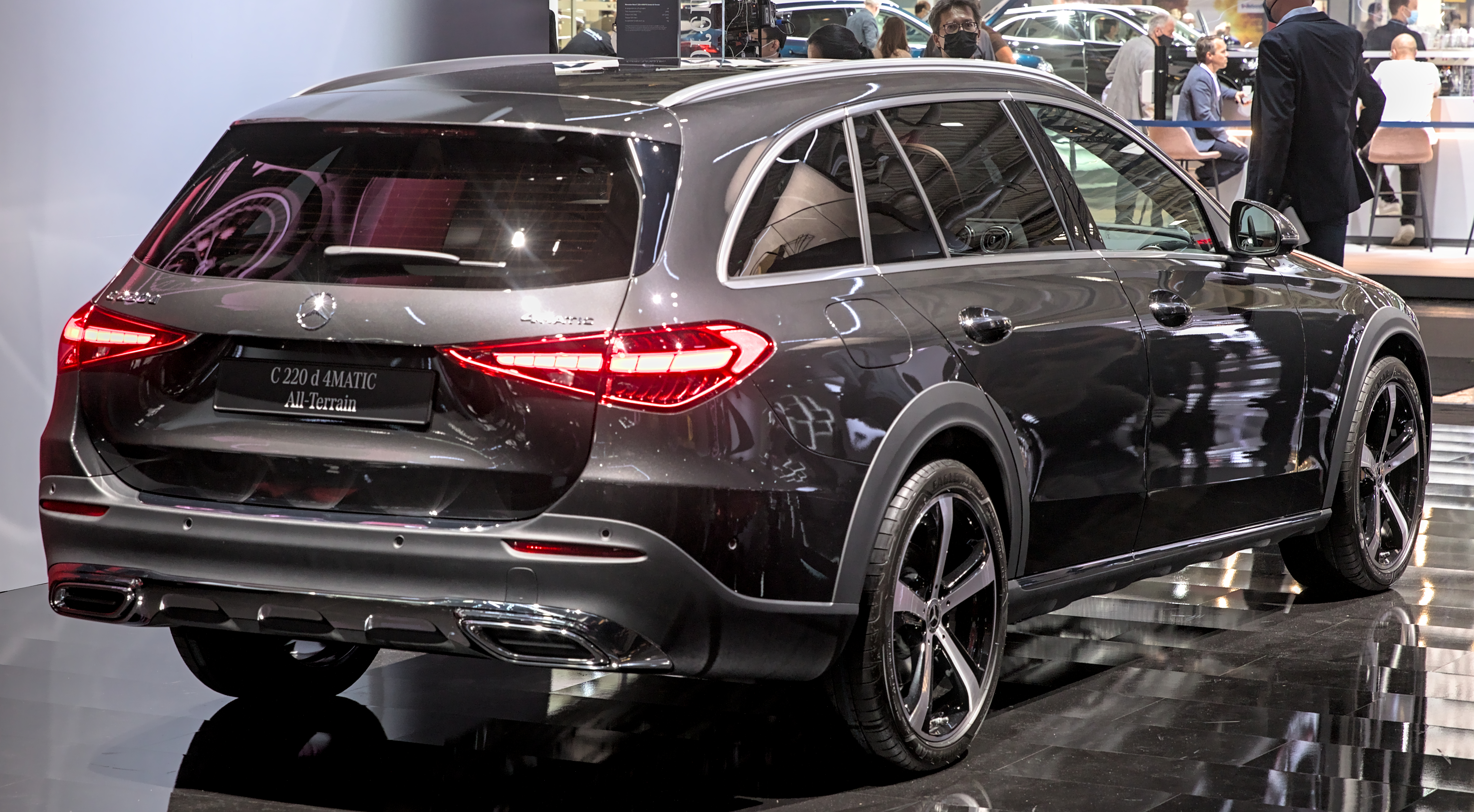
Heckansicht All Terrain
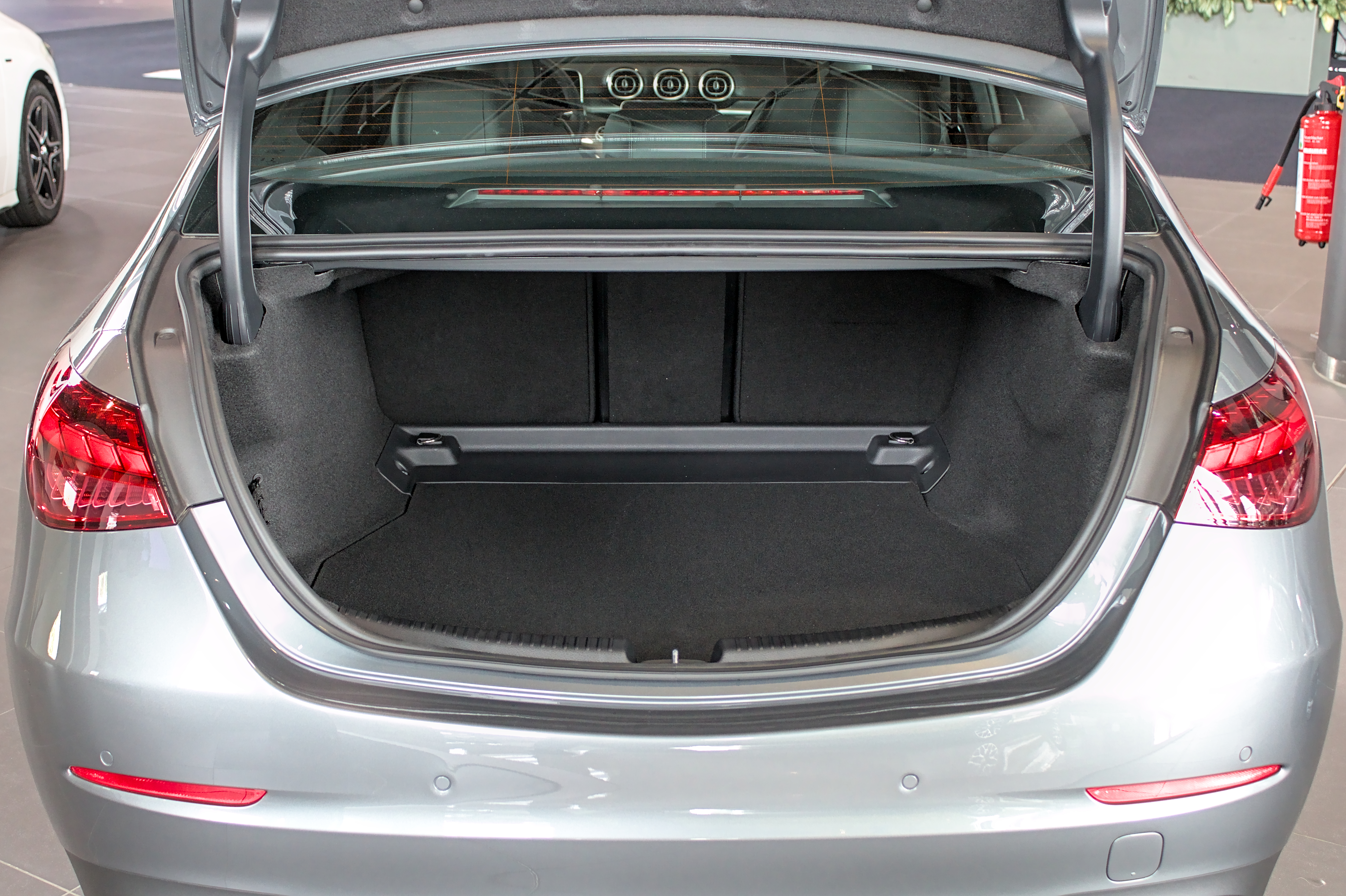
Kofferraum der Limousine

### Lichttechnik und Assistenten
Bei den Scheinwerfern wird anstelle von Halogenlicht serienmäßig LED-Technik verwendet. Auf Wunsch gibt es das Digital Light, das auch in der S-Klasse angeboten wird: Das System nutzt für jeden Scheinwerfer eine Hochleistungs-LED, deren Licht über ein DLP-Modul mit je 1,3 Millionen Mikrospiegeln gebrochen und gerichtet wird. Damit ergibt sich eine Auflösung von 2,6 Millionen Lichtpixeln (mehr als Full-HD-Auflösung). Dadurch kann der Fernlichtassistent bei Gegenverkehr genauer Ausblenden. Auch sind Projektionen auf der Straße vor dem Fahrzeug möglich; durch Zugriff auf Kartendaten können dann Warnungen beispielsweise beim Einbiegen in eine Einbahnstraße gegeben werden.
Teilweise Level 3-Autonomie wie in der S-Klasse wurde aktuell nicht realisiert; unter anderem kann ein aktiver Lenk-Assistent den Fahrer bei Geschwindigkeiten bis 210 km/h beim Halten der Fahrspur unterstützen. Neu ist auf Wunsch für die Kombiversion ein Anhängerrangier-Assistent.

### Fahrwerk
Das Fahrzeug hat eine neue Vierlenkerachse vorn und eine Mehrlenker-Hinterachse (Raumlenkerachse). Allerdings wird hier weniger Aluminium als in der S-Klasse eingesetzt. Als Sonderausstattung ist eine Hinterachslenkung mit einem Lenkwinkel von 2,5 Grad – gegenüber 10 Grad in der S-Klasse - erhältlich; der Wendekreis verringert sich mit der Hinterachslenkung um 0,4 m auf 10,6 m. Die Plug-In-Versionen von Limousine und Kombi haben – wegen der schweren Batterie – hinten serienmäßig eine Luftfederung.

### Innenraum

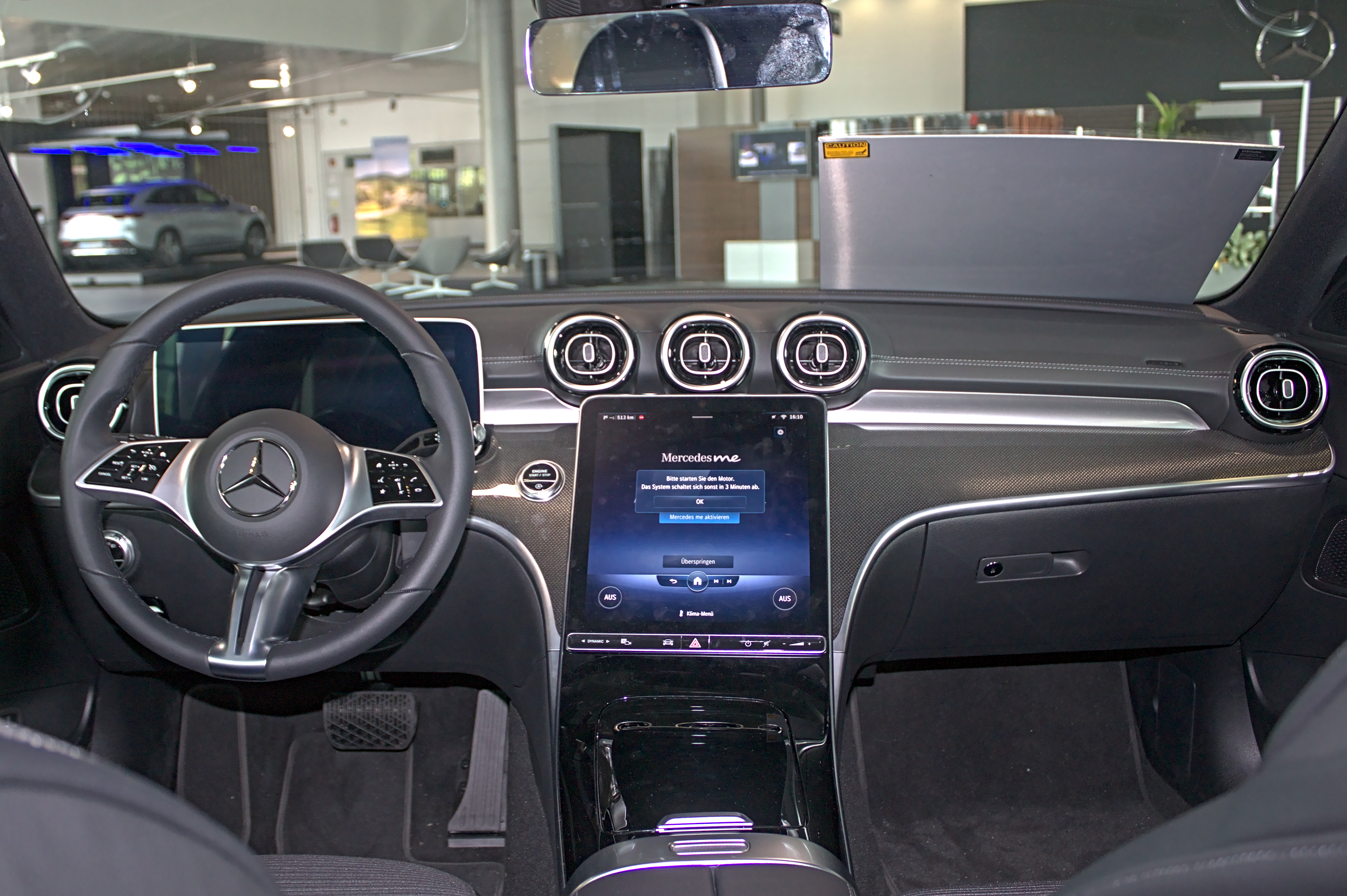
Innenansicht

Die Gestaltung des Innenraums ist von der S-Klasse (BR 223) abgeleitet. So erhält die C-Klasse auch ein Zentraldisplay, das als 9-Zoll- und als 11,9-Zoll-Variante eingebaut wird. Es ist ein Touchscreen, jedoch mit zusätzlichen Schaltern für einige Funktionen. Das Infotainment verwendet MBUX der zweiten Generation.
Neu ist auch eine sogenannte Smart-Home-Funktion, mit der sich zum Beispiel Temperatur und Beleuchtung, Rollläden und Elektrogeräte in der Wohnung aus dem Fahrzeug schalten lassen, wenn es entsprechend ausgerüstet ist. Dafür gibt es zurzeit Verträge mit Bosch Smart Home und Samsung SmartThings.
Die Sicherheit der vorderen Insassen wurde bei Fahrzeugen für den europäischen Markt durch einen Mittenairbag zwischen Fahrer und Beifahrer vergrößert, er ist in die Lehne des Fahrersitzes integriert. Dieses System wird seit Herbst 2019 auch in Fahrzeugen von Hyundai und Kia und seit Mai 2020 im Honda Jazz verwendet.

### Sicherheit
Im Frühjahr 2022 wurde die C-Klasse vom Euro NCAP auf die Fahrzeugsicherheit getestet. Sie erhielt fünf von fünf möglichen Sternen.

### Motorisierungen
Gegenüber dem Vorgänger entfallen alle Motoren mit mehr als vier Zylindern (Downsizing); dies betrifft auch die AMG-Versionen, die fortan den M 139-Verbrenner nutzen. Der am 21. September 2022 vorgestellte AMG C 63 S E PERFORMANCE ist das erste Fahrzeug der AMG-63-Reihe, das statt von einem V8-Motor mit einem Vierzylindermotor betrieben wird. Alle Vierzylinder-Ottomotoren sind mit einem integrierten Startergenerator (15-kW-E-Maschine) sowie 48-Volt-Bordnetz ausgestattet.
Kleinster erhältlicher Ottomotor ist der C 180 mit 125 kW (170 PS), als weitere Leistungsstufe gibt es den C 200 mit dem maximal 150 kW (204 PS) leistenden M 254, beide mit 1,5 l Hubraum. Der Motor des C 300 mit etwa 2 l Hubraum trägt die interne Bezeichnung M 254. Dieser leistet 190 kW (258 PS) und kann bis zu 30 Sekunden 26 kW (36 PS) zusätzlich bereitstellen (Overboost).
Dieselmotoren werden mit 120 kW (163 PS, C 200 d), 147 kW (200 PS, C 220 d) und 195 kW (265 PS, C 300 d) angeboten. Sie haben eine neue Kurbelwelle, die den Hub auf 94,3 mm und den Hubraum auf 1992 cm³ (vorher 92,3 mm und 1950 cm³) erhöht. Die Turbolader haben beide eine verstellbare Leitschaufel an der Turbine und sind wassergekühlt. Der C 300 d ist eine Variante des OM 654. Die Abgasverarbeitung erfolgt mit NOX-Speicherkatalysator, Diesel-Partikelfilter und zwei SCR (selective catalytic reduction)-Katalysatoren (Harnstoff).
Aktuell gibt es kein Modell mit Schaltgetriebe; es wird in Verbindung mit allen Motorisierungen das hauseigene 9-Gang-Automatikgetriebe 9G-Tronic eingebaut.
Später wurden ein Plug-in-Hybrid mit Ottomotor, der C 300 e, sowie auch ein Plug-in-Hybrid mit Dieselmotor, der C 300 d e, in die Modellpalette aufgenommen. Beide Motoren können wahlweise mit dem Allradantrieb „4MATIC“ geliefert werden. Die Plug-in-Hybrid-Modelle werden elektrisch angetrieben und haben eine elektrische Reichweite von über 100 Kilometern.

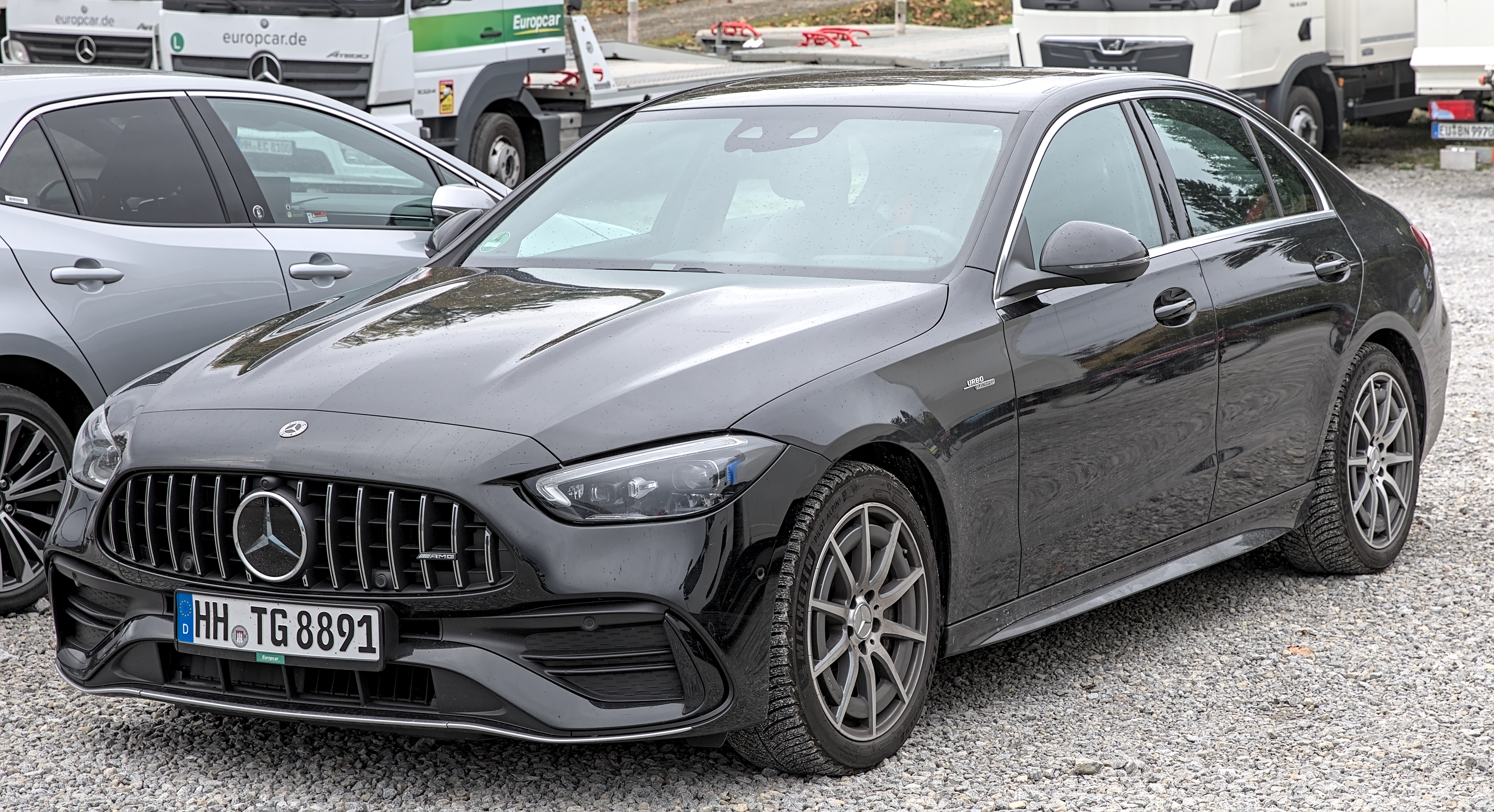
Mercedes-AMG C 43
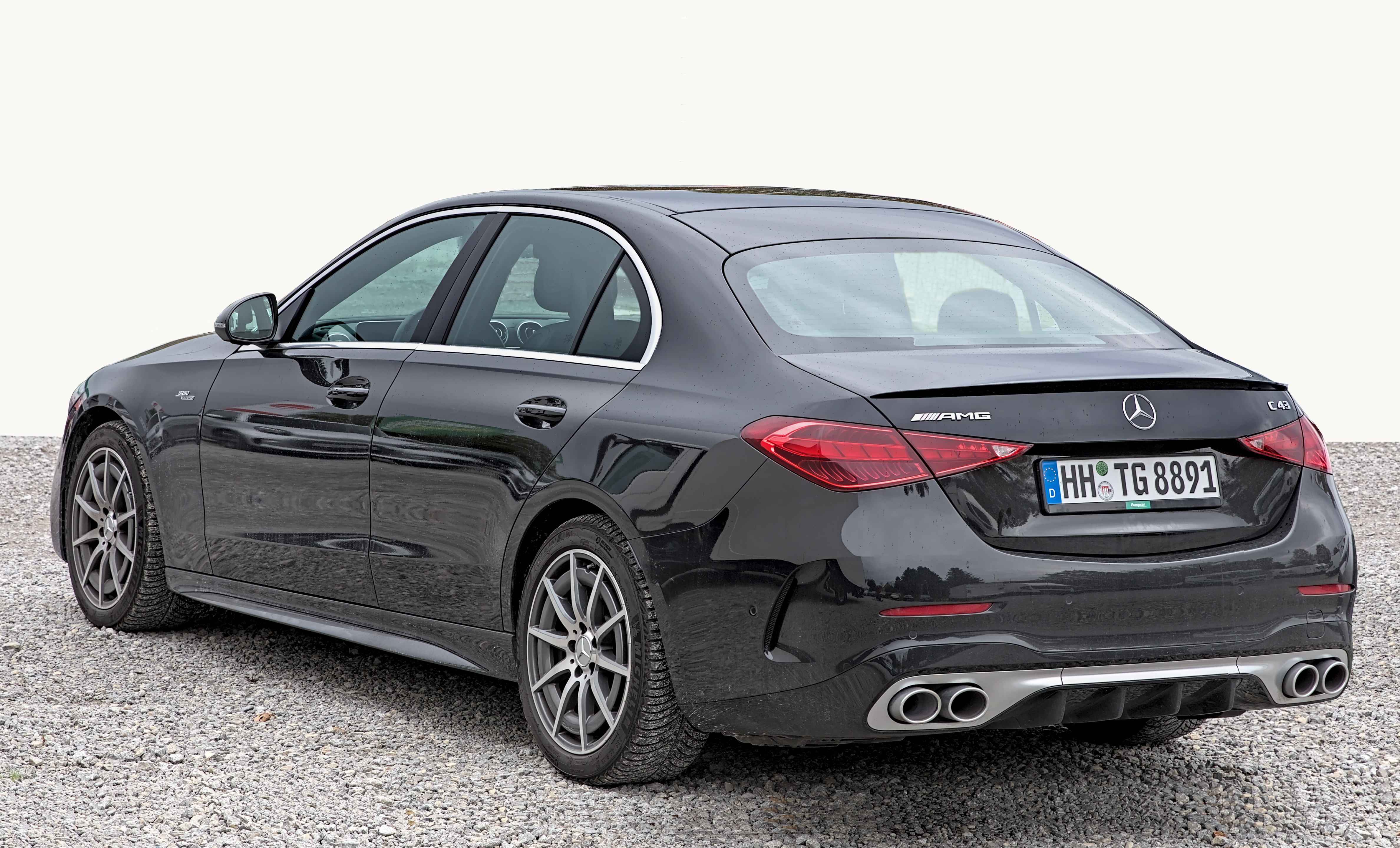
Heckansicht
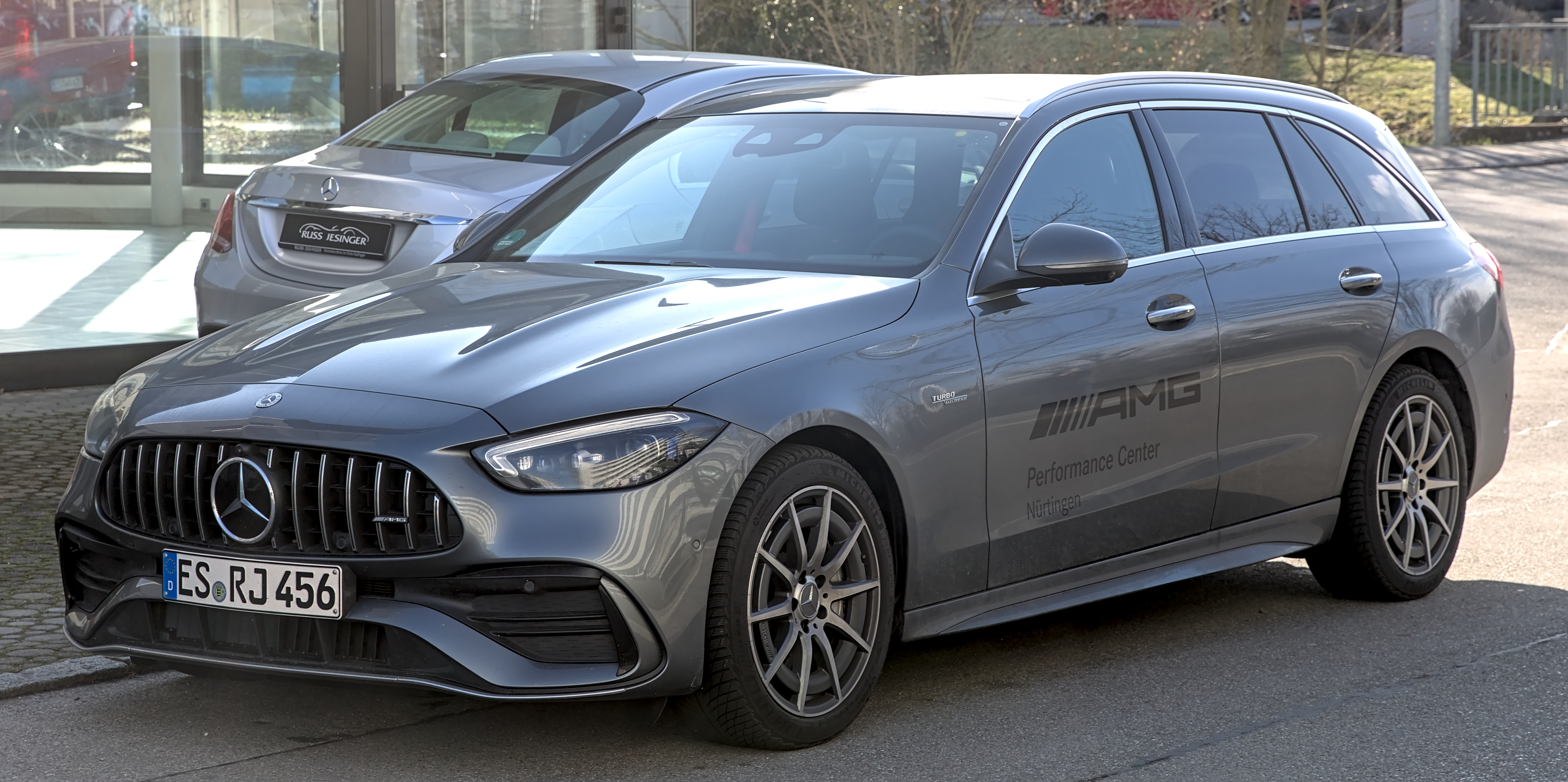
Mercedes-AMG C 43 T-Modell
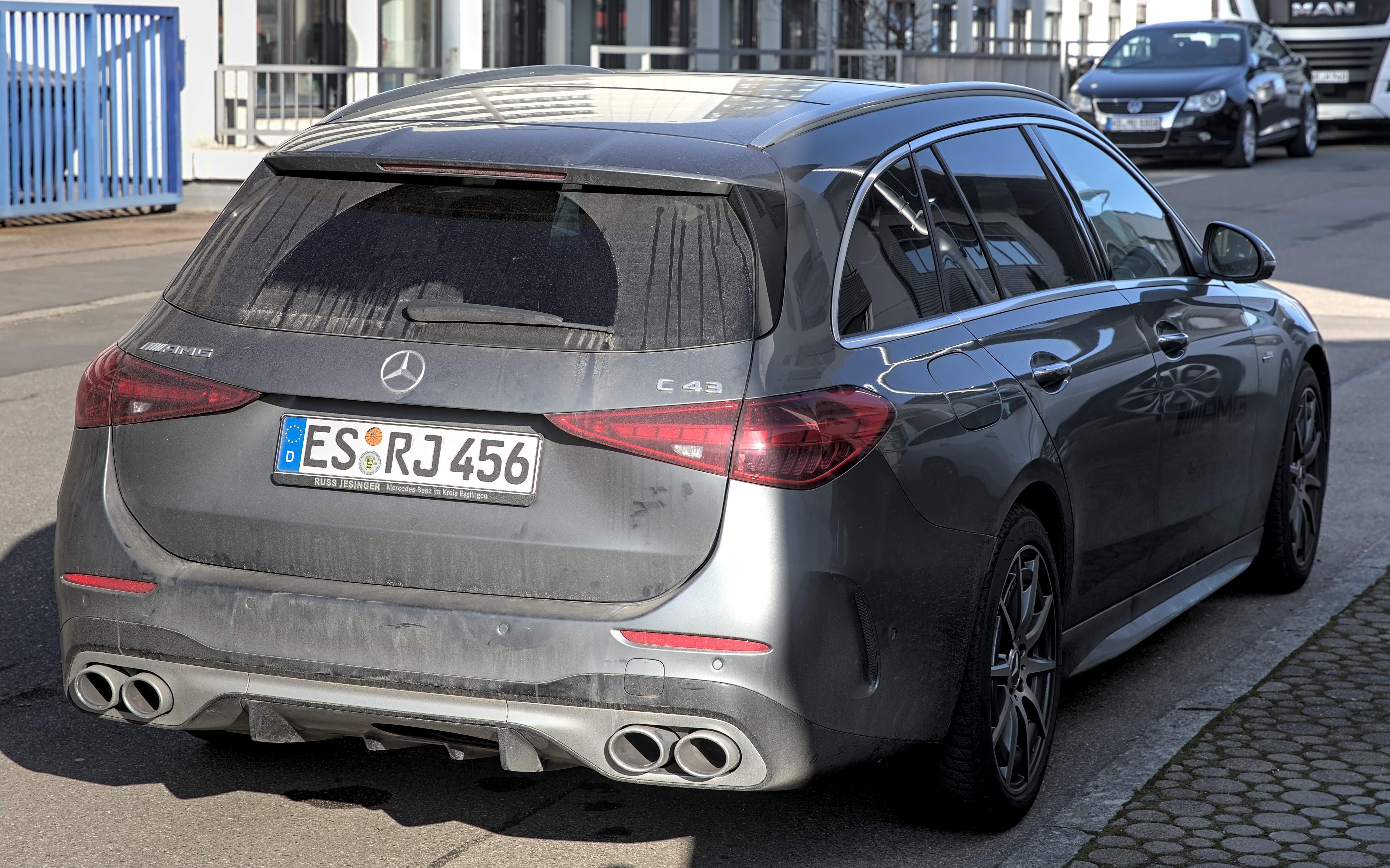
Heckansicht
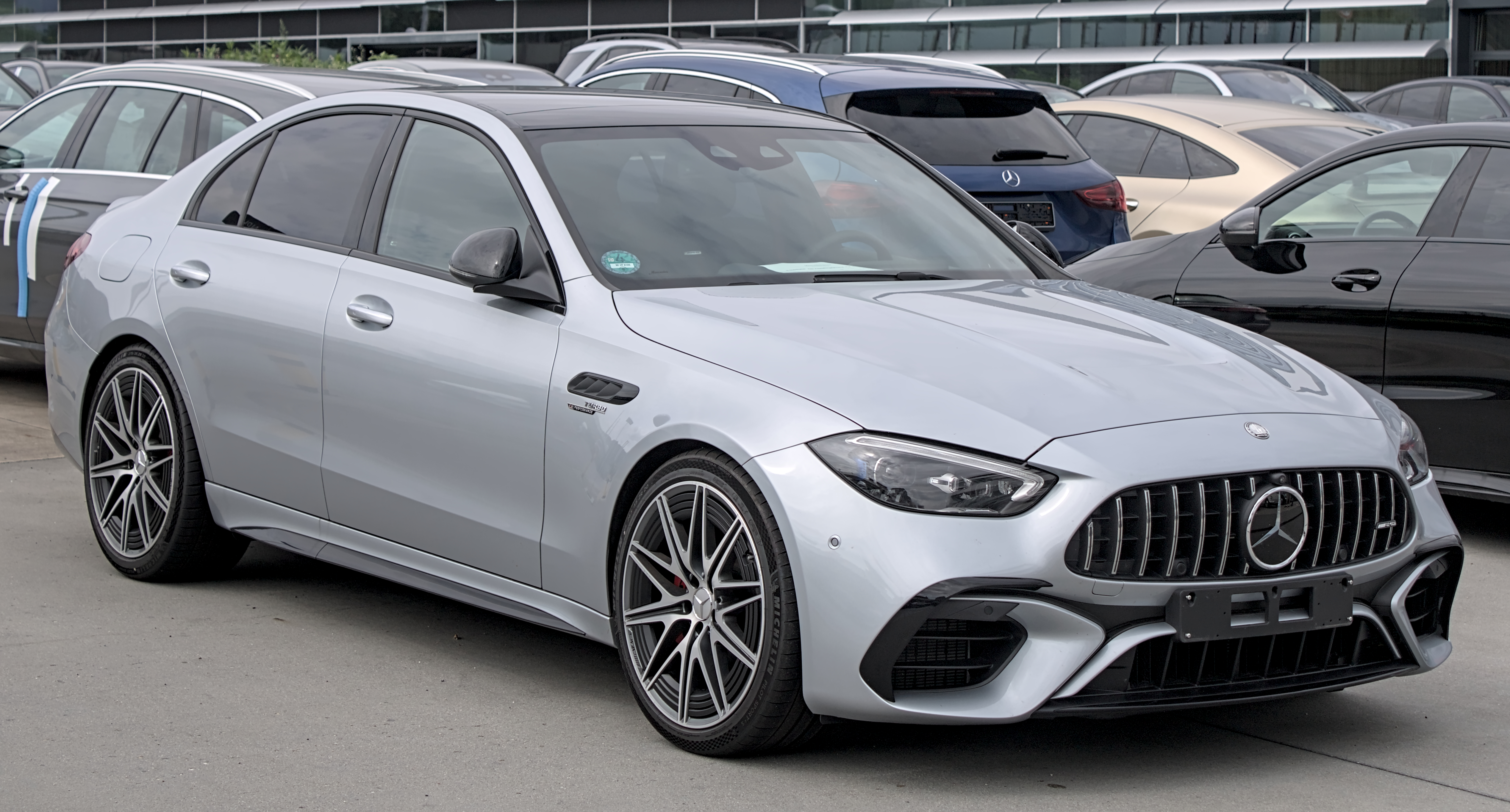
Mercedes-AMG C 63 S E PERFORMANCE
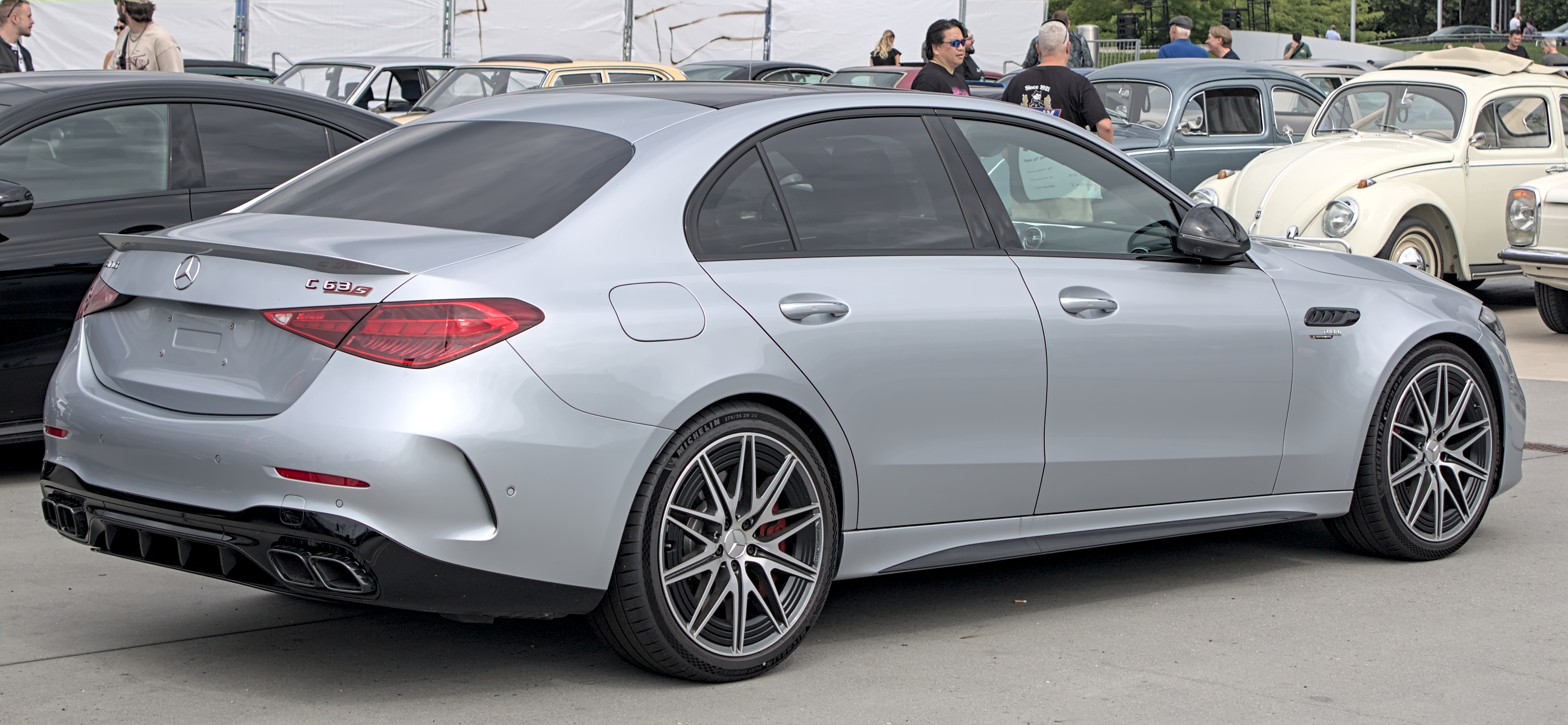
Heckansicht
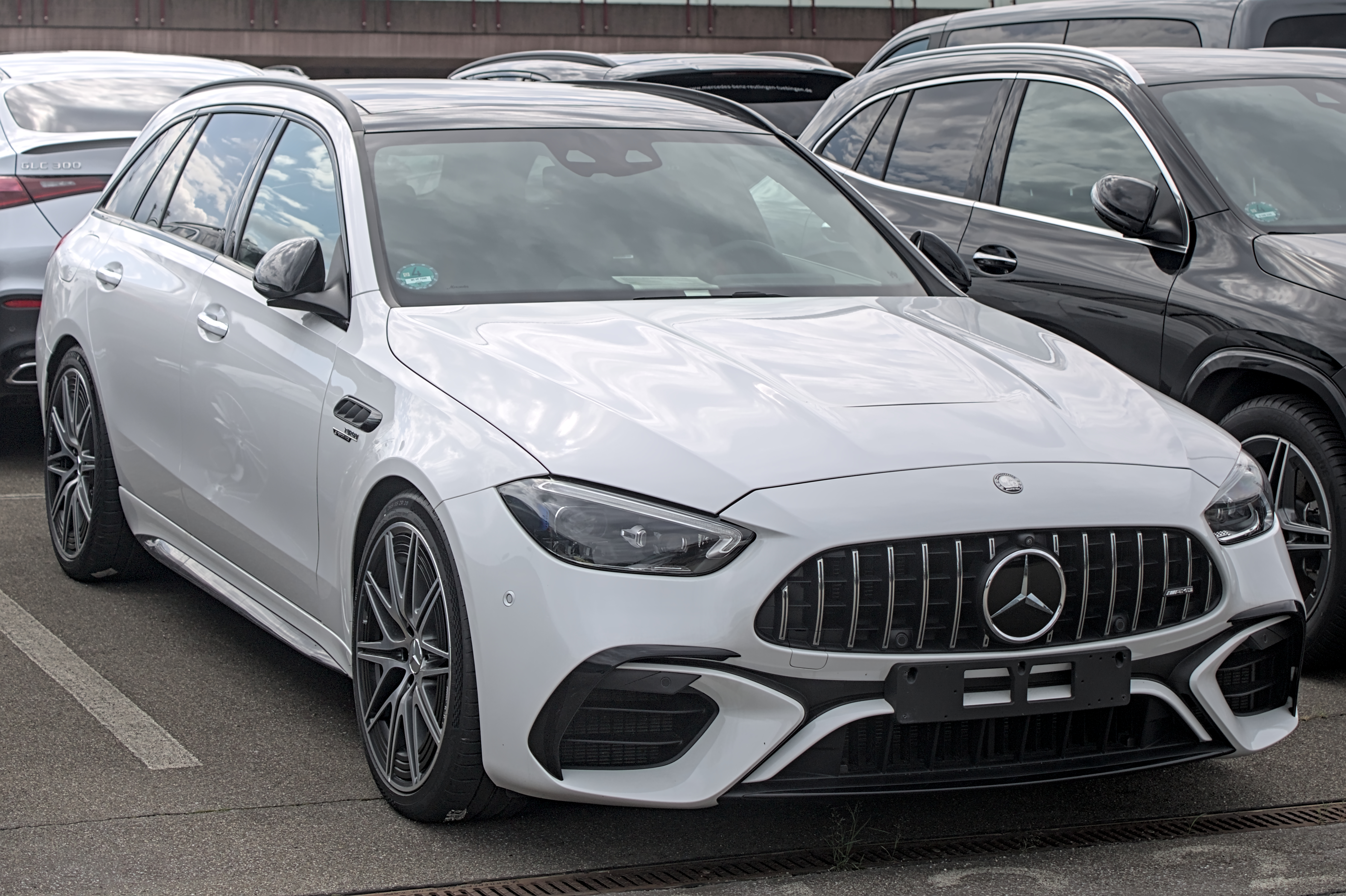
Mercedes-AMG C 63 S E PERFORMANCE T-Modell
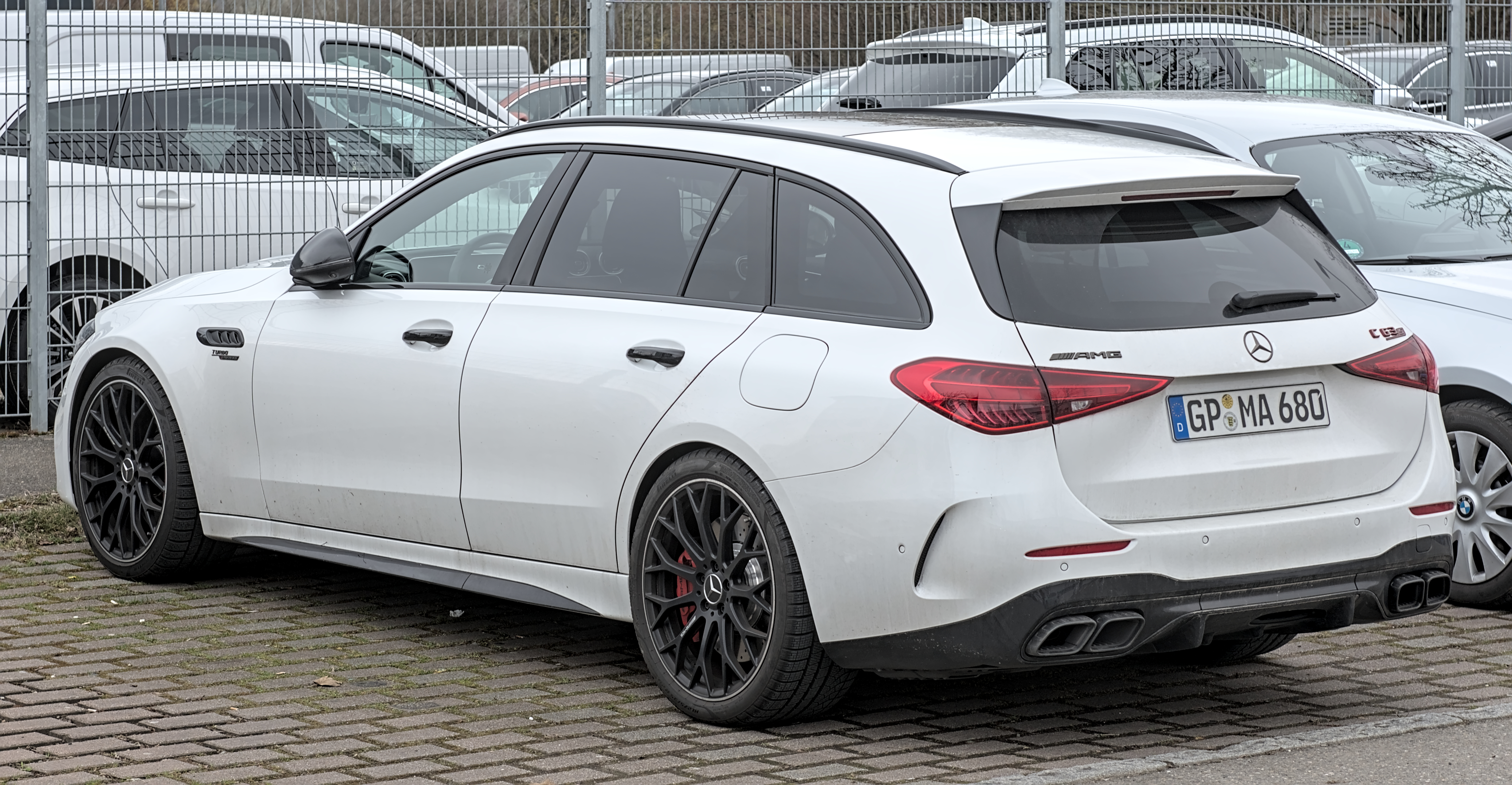
Heckansicht

#### Ottomotoren (Daten)
| Kenngrößen                                  | C 180                                             | C 180                                             | C 200                                             | C 200                                             | C 200 4MATIC                                      | C 200 4MATIC                                      | C 300                                        | C 300                                        | C 300 4MATIC                                 | C 300 4MATIC                                 | AMG C 43 4MATIC                              | AMG C 43 4MATIC                              |
| Bauzeitraum                                 | 06/2021–04/2024                                   | seit 04/2024                                      | 06/2021–04/2024                                   | seit 04/2024                                      | 06/2021–04/2024                                   | seit 04/2024                                      | 06/2021–04/2024                              | seit 04/2024                                 | 06/2021–04/2024                              | seit 04/2024                                 | 05/2022–04/2024                              | seit 04/2024                                 |
| Motorkenndaten                              |                                                   |                                                   |                                                   |                                                   |                                                   |                                                   |                                              |                                              |                                              |                                              |                                              |                                              |
| Motorbezeichnung *                          | M 254 E15 DEH LA                                  | M 254 E15 DEH LA                                  | M 254 E15 DEH LA                                  | M 254 E15 DEH LA                                  | M 254 E15 DEH LA                                  | M 254 E15 DEH LA                                  | M 254 E20 DEH LA                             | M 254 E20 DEH LA                             | M 254 E20 DEH LA                             | M 254 E20 DEH LA                             | M 139 E20 DEH LA                             | M 139 E20 DEH LA                             |
| Motortyp                                    | R4-Ottomotor + Elektromotor                       | R4-Ottomotor + Elektromotor                       | R4-Ottomotor + Elektromotor                       | R4-Ottomotor + Elektromotor                       | R4-Ottomotor + Elektromotor                       | R4-Ottomotor + Elektromotor                       | R4-Ottomotor + Elektromotor                  | R4-Ottomotor + Elektromotor                  | R4-Ottomotor + Elektromotor                  | R4-Ottomotor + Elektromotor                  | R4-Ottomotor + Elektromotor                  | R4-Ottomotor + Elektromotor                  |
| Gemischaufbereitung                         | Direkteinspritzung                                | Direkteinspritzung                                | Direkteinspritzung                                | Direkteinspritzung                                | Direkteinspritzung                                | Direkteinspritzung                                | Direkteinspritzung                           | Direkteinspritzung                           | Direkteinspritzung                           | Direkteinspritzung                           | Direkteinspritzung                           | Direkteinspritzung                           |
| Motoraufladung                              | Turbolader + elektrischer Zusatzverdichter        | Turbolader + elektrischer Zusatzverdichter        | Turbolader + elektrischer Zusatzverdichter        | Turbolader + elektrischer Zusatzverdichter        | Turbolader + elektrischer Zusatzverdichter        | Turbolader + elektrischer Zusatzverdichter        | Turbolader + elektrischer Zusatzverdichter   | Turbolader + elektrischer Zusatzverdichter   | Turbolader + elektrischer Zusatzverdichter   | Turbolader + elektrischer Zusatzverdichter   | Turbolader + elektrischer Zusatzverdichter   | Turbolader + elektrischer Zusatzverdichter   |
| Hubraum                                     | 1496 cm³                                          | 1496 cm³                                          | 1496 cm³                                          | 1496 cm³                                          | 1496 cm³                                          | 1496 cm³                                          | 1999 cm³                                     | 1999 cm³                                     | 1999 cm³                                     | 1999 cm³                                     | 1991 cm³                                     | 1991 cm³                                     |
| max. Leistung                               | 125 kW + 17 kW (170 PS + 23 PS) bei 5500–6100/min | 125 kW + 17 kW (170 PS + 23 PS) bei 5500–6100/min | 150 kW + 17 kW (204 PS + 23 PS) bei 5800–6100/min | 150 kW + 17 kW (204 PS + 23 PS) bei 5800–6100/min | 150 kW + 17 kW (204 PS + 23 PS) bei 5800–6100/min | 150 kW + 17 kW (204 PS + 23 PS) bei 5800–6100/min | 190 kW + 17 kW (258 PS + 23 PS) bei 5800/min | 190 kW + 17 kW (258 PS + 23 PS) bei 5800/min | 190 kW + 17 kW (258 PS + 23 PS) bei 5800/min | 190 kW + 17 kW (258 PS + 23 PS) bei 5800/min | 300 kW + 10 kW (408 PS + 14 PS) bei 6750/min | 310 kW + 10 kW (421 PS + 14 PS) bei 6750/min |
| max. Drehmoment                             | 250 Nm bei 1800–4000/min + 200 Nm                 | 250 Nm bei 1800–4000/min + 200 Nm                 | 300 Nm bei 1800–4000/min + 200 Nm                 | 300 Nm bei 1800–4000/min + 200 Nm                 | 300 Nm bei 1800–4000/min + 200 Nm                 | 300 Nm bei 1800–4000/min + 200 Nm                 | 400 Nm bei 2000–3200/min + 200 Nm            | 400 Nm bei 2000–3200/min + 200 Nm            | 400 Nm bei 2000–3200/min + 200 Nm            | 400 Nm bei 2000–3200/min + 200 Nm            | 500 Nm bei 5000/min + 150 Nm                 | 500 Nm bei 5000/min + 150 Nm                 |
| Kraftübertragung                            |                                                   |                                                   |                                                   |                                                   |                                                   |                                                   |                                              |                                              |                                              |                                              |                                              |                                              |
| Antrieb, serienmäßig                        | Hinterradantrieb                                  | Hinterradantrieb                                  | Hinterradantrieb                                  | Hinterradantrieb                                  | Allradantrieb                                     | Allradantrieb                                     | Hinterradantrieb                             | Hinterradantrieb                             | Allradantrieb                                | Allradantrieb                                | Allradantrieb                                | Allradantrieb                                |
| Getriebe, serienmäßig                       | 9-Gang-Automatik (9G-Tronic)                      | 9-Gang-Automatik (9G-Tronic)                      | 9-Gang-Automatik (9G-Tronic)                      | 9-Gang-Automatik (9G-Tronic)                      | 9-Gang-Automatik (9G-Tronic)                      | 9-Gang-Automatik (9G-Tronic)                      | 9-Gang-Automatik (9G-Tronic)                 | 9-Gang-Automatik (9G-Tronic)                 | 9-Gang-Automatik (9G-Tronic)                 | 9-Gang-Automatik (9G-Tronic)                 | 9-Gang-Automatik (AMG SPEEDSHIFT MCT 9G)     | 9-Gang-Automatik (AMG SPEEDSHIFT MCT 9G)     |
| Messwerte, Limousine                        |                                                   |                                                   |                                                   |                                                   |                                                   |                                                   |                                              |                                              |                                              |                                              |                                              |                                              |
| Höchstgeschwindigkeit                       | 231 km/h                                          | 231 km/h                                          | 246 km/h                                          | 246 km/h                                          | 241 km/h                                          | 241 km/h                                          | 250 km/h (1)                                 | 250 km/h (1)                                 | 250 km/h (1)                                 | 250 km/h (1)                                 | 250 km/h (1) [265 km/h] (1) (2)              | 250 km/h (1) [265 km/h] (1) (2)              |
| Beschleunigung, 0–100 km/h                  | 8,6 s                                             | 8,6 s                                             | 7,3 s                                             | 7,3 s                                             | 7,1 s                                             | 7,1 s                                             | 6,0 s                                        | 6,0 s                                        | 6,0 s                                        | 6,0 s                                        | 4,6 s                                        | 4,3 s                                        |
| Kraftstoffverbrauch auf 100 km (kombiniert) | 6,2–6,5 l Super                                   | 6,4 l Super                                       | 6,2–6,6 l Super                                   | 6,4 l Super                                       | 6,5–6,9 l Super                                   | 6,6 l Super                                       | 6,6–7,0 l Super                              | 6,5 l Super                                  | 7,0–7,3 l Super                              | 6,8 l Super                                  | 8,7–9,1 l Super                              | 8,9 l Super Plus                             |
| CO2-Emission (kombiniert)                   | 141–149 g/km                                      | 144 g/km                                          | 141–150 g/km                                      | 144 g/km                                          | 149–157 g/km                                      | 151 g/km                                          | 150–159 g/km                                 | 148 g/km                                     | 161–168 g/km                                 | 154 g/km                                     | 196–206 g/km                                 | 203 g/km                                     |
| Messwerte, T-Modell                         |                                                   |                                                   |                                                   |                                                   |                                                   |                                                   |                                              |                                              |                                              |                                              |                                              |                                              |
| Höchstgeschwindigkeit                       | 227 km/h                                          | 227 km/h                                          | 240 km/h                                          | 240 km/h                                          | 237 km/h                                          | 237 km/h                                          | 250 km/h (1)                                 | 250 km/h (1)                                 | 250 km/h (1)                                 | 250 km/h (1)                                 | 250 km/h (1) [265 km/h] (1) (2)              | 250 km/h (1) [265 km/h] (1) (2)              |
| Beschleunigung, 0–100 km/h                  | 8,8 s                                             | 8,8 s                                             | 7,5 s                                             | 7,5 s                                             | 7,3 s                                             | 7,3 s                                             | 6,0 s                                        | 6,0 s                                        | 6,2 s                                        | 6,2 s                                        | 4,7 s                                        | 4,4 s                                        |
| Kraftstoffverbrauch auf 100 km (kombiniert) | 6,3–6,7 l Super                                   | 6,6 l Super                                       | 6,3–6,7 l Super                                   | 6,6 l Super                                       | 6,7–7,1 l Super                                   | 6,9 l Super                                       | 6,7–7,1 l Super                              | 6,8 l Super                                  | 7,2–7,5 l Super                              | 7,0 l Super                                  | 8,8–9,2 l Super                              | 9,0 l Super Plus                             |
| CO2-Emission (kombiniert)                   | 143–152 g/km                                      | 149                                               | 143–153 g/km                                      | 149 g/km                                          | 154–163 g/km                                      | 156 g/km                                          | 153–162 g/km                                 | 153 g/km                                     | 165–173 g/km                                 | 159 g/km                                     | 199–209 g/km                                 | 206 g/km                                     |
| Messwerte, All-Terrain                      |                                                   |                                                   |                                                   |                                                   |                                                   |                                                   |                                              |                                              |                                              |                                              |                                              |                                              |
| Höchstgeschwindigkeit                       | —                                                 | —                                                 | —                                                 | —                                                 | 231 km/h                                          | 231 km/h                                          | —                                            | —                                            | —                                            | —                                            | —                                            | —                                            |
| Beschleunigung, 0–100 km/h                  | —                                                 | —                                                 | —                                                 | —                                                 | 7,5 s                                             | 7,5 s                                             | —                                            | —                                            | —                                            | —                                            | —                                            | —                                            |
| Kraftstoffverbrauch auf 100 km (kombiniert) | —                                                 | —                                                 | —                                                 | —                                                 | 6,8–7,6 l Super                                   | 6,9 l Super                                       | —                                            | —                                            | —                                            | —                                            | —                                            | —                                            |
| CO2-Emission (kombiniert)                   | —                                                 | —                                                 | —                                                 | —                                                 | 155–174 g/km                                      | 158 g/km                                          | —                                            | —                                            | —                                            | —                                            | —                                            | —                                            |
| Zertifizierung                              |                                                   |                                                   |                                                   |                                                   |                                                   |                                                   |                                              |                                              |                                              |                                              |                                              |                                              |
| Abgasnorm nach EU-Klassifikation            | Euro 6d-ISC-FCM                                   | Euro 6e                                           | Euro 6d-ISC-FCM                                   | Euro 6e                                           | Euro 6d-ISC-FCM                                   | Euro 6e                                           | Euro 6d-ISC-FCM                              | Euro 6e                                      | Euro 6d-ISC-FCM                              | Euro 6e                                      | Euro 6d-ISC-FCM                              | Euro 6e                                      |

#### Hybrid (Daten)
| Kenngrößen                                  | C 300 e                                    | C 300 e                                    | C 300 e 4MATIC                             | C 300 e 4MATIC                             | C 400 e 4MATIC                             | C 400 e 4MATIC                             | AMG C 63 S E PERFORMANCE                   | AMG C 63 S E PERFORMANCE                   | C 300 d e                                  | C 300 d e                                  | C 300 d e 4MATIC                           | C 300 d e 4MATIC                           |
| ------------------------------------------- | ------------------------------------------ | ------------------------------------------ | ------------------------------------------ | ------------------------------------------ | ------------------------------------------ | ------------------------------------------ | ------------------------------------------ | ------------------------------------------ | ------------------------------------------ | ------------------------------------------ | ------------------------------------------ | ------------------------------------------ |
| Bauzeitraum                                 | 10/2021–04/2024                            | seit 04/2024                               | 04/2022–04/2024                            | seit 04/2024                               | 04/2022–04/2024                            | seit 04/2024                               | 06/2023–04/2024                            | seit 04/2024                               | 12/2022–04/2024                            | seit 04/2024                               | 12/2022–04/2024                            | seit 04/2024                               |
| Motorkenndaten                              |                                            |                                            |                                            |                                            |                                            |                                            |                                            |                                            |                                            |                                            |                                            |                                            |
| Motorbezeichnung *                          | M 254 E20 DEH LA                           | M 254 E20 DEH LA                           | M 254 E20 DEH LA                           | M 254 E20 DEH LA                           | M 254 E20 DEH LA                           | M 254 E20 DEH LA                           | M 139 E20 DEH LA                           | M 139 E20 DEH LA                           | OM 654 M                                   | OM 654 M                                   | OM 654 M                                   | OM 654 M                                   |
| Motortyp                                    | R4-Ottomotor + Elektromotor                | R4-Ottomotor + Elektromotor                | R4-Ottomotor + Elektromotor                | R4-Ottomotor + Elektromotor                | R4-Ottomotor + Elektromotor                | R4-Ottomotor + Elektromotor                | R4-Ottomotor + Elektromotor                | R4-Ottomotor + Elektromotor                | R4-Dieselmotor + Elektromotor              | R4-Dieselmotor + Elektromotor              | R4-Dieselmotor + Elektromotor              | R4-Dieselmotor + Elektromotor              |
| Gemischaufbereitung                         | Direkteinspritzung                         | Direkteinspritzung                         | Direkteinspritzung                         | Direkteinspritzung                         | Direkteinspritzung                         | Direkteinspritzung                         | Direkteinspritzung                         | Direkteinspritzung                         | Common-Rail-Direkteinspritzung             | Common-Rail-Direkteinspritzung             | Common-Rail-Direkteinspritzung             | Common-Rail-Direkteinspritzung             |
| Motoraufladung                              | Turbolader + elektrischer Zusatzverdichter | Turbolader + elektrischer Zusatzverdichter | Turbolader + elektrischer Zusatzverdichter | Turbolader + elektrischer Zusatzverdichter | Turbolader + elektrischer Zusatzverdichter | Turbolader + elektrischer Zusatzverdichter | Turbolader + elektrischer Zusatzverdichter | Turbolader + elektrischer Zusatzverdichter | Turbolader + elektrischer Zusatzverdichter | Turbolader + elektrischer Zusatzverdichter | Turbolader + elektrischer Zusatzverdichter | Turbolader + elektrischer Zusatzverdichter |
| Hubraum                                     | 1999 cm³                                   | 1999 cm³                                   | 1999 cm³                                   | 1999 cm³                                   | 1999 cm³                                   | 1999 cm³                                   | 1991 cm³                                   | 1991 cm³                                   | 1993 cm³                                   | 1993 cm³                                   | 1993 cm³                                   | 1993 cm³                                   |
| Systemleistung                              | 230 kW (313 PS)                            | 230 kW (313 PS)                            | 230 kW (313 PS)                            | 230 kW (313 PS)                            | 280 kW (381 PS)                            | 280 kW (381 PS)                            | 500 kW (680 PS)                            | 500 kW (680 PS)                            | 230 kW (313 PS)                            | 230 kW (313 PS)                            | 230 kW (313 PS)                            | 230 kW (313 PS)                            |
| max. Leistung Verbrennungsmotor             | 150 kW (204 PS)                            | 150 kW (204 PS)                            | 150 kW (204 PS)                            | 150 kW (204 PS)                            | 185 kW (252 PS)                            | 185 kW (252 PS)                            | 350 kW (476 PS) bei 6750/min               | 350 kW (476 PS) bei 6750/min               | 145 kW (197 PS)                            | 145 kW (197 PS)                            | 145 kW (197 PS)                            | 145 kW (197 PS)                            |
| max. Leistung Elektromotor                  | 95 kW (129 PS)                             | 95 kW (129 PS)                             | 95 kW (129 PS)                             | 95 kW (129 PS)                             | 95 kW (129 PS)                             | 95 kW (129 PS)                             | 150 kW (204 PS)                            | 150 kW (204 PS)                            | 95 kW (129 PS)                             | 95 kW (129 PS)                             | 95 kW (129 PS)                             | 95 kW (129 PS)                             |
| Systemdrehmoment                            | 550 Nm                                     | 550 Nm                                     | 550 Nm                                     | 550 Nm                                     | 650 Nm                                     | 650 Nm                                     | 1020 Nm                                    | 1020 Nm                                    | 750 Nm                                     | 750 Nm                                     | 750 Nm                                     | 750 Nm                                     |
| max. Drehmoment Verbrennungsmotor           | 320 Nm                                     | 320 Nm                                     | 320 Nm                                     | 320 Nm                                     | 400 Nm                                     | 400 Nm                                     | 545 Nm bei 5250–5500/min                   | 545 Nm bei 5250–5500/min                   | 440 Nm                                     | 440 Nm                                     | 440 Nm                                     | 440 Nm                                     |
| max. Drehmoment Elektromotor                | 440 Nm                                     | 440 Nm                                     | 440 Nm                                     | 440 Nm                                     | 440 Nm                                     | 440 Nm                                     | 320 Nm                                     | 320 Nm                                     | 440 Nm                                     | 440 Nm                                     | 440 Nm                                     | 440 Nm                                     |
| Kraftübertragung                            |                                            |                                            |                                            |                                            |                                            |                                            |                                            |                                            |                                            |                                            |                                            |                                            |
| Antrieb, serienmäßig                        | Hinterradantrieb                           | Hinterradantrieb                           | Allradantrieb                              | Allradantrieb                              | Allradantrieb                              | Allradantrieb                              | Allradantrieb                              | Allradantrieb                              | Hinterradantrieb                           | Hinterradantrieb                           | Allradantrieb                              | Allradantrieb                              |
| Getriebe, serienmäßig                       | 9-Gang-Automatik (9G-Tronic)               | 9-Gang-Automatik (9G-Tronic)               | 9-Gang-Automatik (9G-Tronic)               | 9-Gang-Automatik (9G-Tronic)               | 9-Gang-Automatik (9G-Tronic)               | 9-Gang-Automatik (9G-Tronic)               | 9-Gang-Automatik (AMG SPEEDSHIFT MCT 9G)   | 9-Gang-Automatik (AMG SPEEDSHIFT MCT 9G)   | 9-Gang-Automatik (9G-Tronic)               | 9-Gang-Automatik (9G-Tronic)               | 9-Gang-Automatik (9G-Tronic)               | 9-Gang-Automatik (9G-Tronic)               |
| Messwerte, Limousine                        |                                            |                                            |                                            |                                            |                                            |                                            |                                            |                                            |                                            |                                            |                                            |                                            |
| Höchstgeschwindigkeit                       | 245 km/h                                   | 245 km/h                                   | 240 km/h                                   | 240 km/h                                   | 250 km/h (1)                               | 250 km/h (1)                               | 250 km/h (1) [280 km/h] (1) (2)            | 250 km/h (1) [280 km/h] (1) (2)            | 243 km/h                                   | 243 km/h                                   | 235 km/h                                   | 235 km/h                                   |
| Beschleunigung, 0–100 km/h                  | 6,1 s                                      | 6,1 s                                      | 6,2 s                                      | 6,3 s                                      | 5,4 s                                      | 5,4 s                                      | 3,4 s                                      | 3,4 s                                      | 6,2 s                                      | 6,2 s                                      | 6,2 s                                      | 6,2 s                                      |
| Kraftstoffverbrauch auf 100 km (kombiniert) | 0,5–0,7 l Super                            | 0,5 l Super                                | 0,6–0,8 l Super                            | 0,6 l Super                                | 0,6–0,8 l Super                            | 0,6 l Super                                | 6,9 l Super                                | 7,3 l Super Plus                           | 0,4–0,6 l Diesel                           | 0,4 l Diesel                               | 0,5–0,6 l Diesel                           | 0,5 l Diesel                               |
| Stromverbrauch auf 100 km (kombiniert)      | 17,8–19,7 kWh                              | 19,2 kWh                                   | 18,5–20,9 kWh                              | 19,6 kWh                                   | 18,5–20,9 kWh                              | 20,2 kWh                                   | 11,7 kWh                                   | 12,2 kWh                                   | 18,3–20,7 kWh                              | 18,7 kWh                                   | 19,3–21,3 kWh                              | 20,1 kWh                                   |
| CO2-Emission (kombiniert)                   | 12–16 g/km                                 | 12 g/km                                    | 13–18 g/km                                 | 14 g/km                                    | 13–18 g/km                                 | 14 g/km                                    | 156 g/km                                   | 167 g/km                                   | 11–15 g/km                                 | 11 g/km                                    | 12–16 g/km                                 | 13 g/km                                    |
| Messwerte, T-Modell                         |                                            |                                            |                                            |                                            |                                            |                                            |                                            |                                            |                                            |                                            |                                            |                                            |
| Höchstgeschwindigkeit                       | 240 km/h                                   | 240 km/h                                   | —                                          | —                                          | —                                          | —                                          | 250 km/h (1) [270 km/h] (1) (2)            | 250 km/h (1) [270 km/h] (1) (2)            | 241 km/h                                   | 241 km/h                                   | 232 km/h                                   | 232 km/h                                   |
| Beschleunigung, 0–100 km/h                  | 6,2 s                                      | 6,2 s                                      | —                                          | —                                          | —                                          | —                                          | 3,4 s                                      | 3,4 s                                      | 6,3 s                                      | 6,3 s                                      | 6,3 s                                      | 6,3 s                                      |
| Kraftstoffverbrauch auf 100 km (kombiniert) | 0,6–0,8 l Super                            | 0,6 l Super                                | —                                          | —                                          | —                                          | —                                          | 6,9 l Super                                | 7,3 l Super Plus                           | 0,5–0,6 l Diesel                           | 0,4 l Diesel                               | 0,5–0,7 l Diesel                           | 0,5 l Diesel                               |
| Stromverbrauch auf 100 km (kombiniert)      | 18,3–20,3 kWh                              | 19,6 kWh                                   | —                                          | —                                          | —                                          | —                                          | 11,7 kWh                                   | 12,2 kWh                                   | 18,6–21,1 kWh                              | 19,4 kWh                                   | 19,7–21,9 kWh                              | 20,6 kWh                                   |
| CO2-Emission (kombiniert)                   | 14–19 g/km                                 | 13 g/km                                    | —                                          | —                                          | —                                          | —                                          | 156 g/km                                   | 167 g/km                                   | 12–16 g/km                                 | 11 g/km                                    | 13–18 g/km                                 | 14 g/km                                    |
| Zertifizierung                              |                                            |                                            |                                            |                                            |                                            |                                            |                                            |                                            |                                            |                                            |                                            |                                            |
| elektrische Reichweite                      | bis zu 112 km                              | bis zu 116 km                              | bis zu 104 km                              | bis zu 112 km                              | bis zu 104 km                              | bis zu 112 km                              | bis zu 13 km                               | bis zu 14 km                               | bis zu 112 km                              | bis zu 116 km                              | bis zu 107 km                              | bis zu 111 km                              |
| Abgasnorm nach EU-Klassifikation            | Euro 6d-ISC-FCM                            | Euro 6e                                    | Euro 6d-ISC-FCM                            | Euro 6e                                    | Euro 6d-ISC-FCM                            | Euro 6e                                    | Euro 6d-ISC-FCM                            | Euro 6e                                    | Euro 6d-ISC-FCM                            | Euro 6e                                    | Euro 6d-ISC-FCM                            | Euro 6e                                    |

#### Dieselmotoren (Daten)
| Kenngrößen                                  | C 200 d                                      | C 200 d                                      | C 220 d                                      | C 220 d                                      | C 220 d 4MATIC                               | C 220 d 4MATIC                               | C 300 d                                      | C 300 d                                      | C 300 d 4MATIC                               | C 300 d 4MATIC                               |
| ------------------------------------------- | -------------------------------------------- | -------------------------------------------- | -------------------------------------------- | -------------------------------------------- | -------------------------------------------- | -------------------------------------------- | -------------------------------------------- | -------------------------------------------- | -------------------------------------------- | -------------------------------------------- |
| Bauzeitraum                                 | 08/2021–04/2024                              | seit 04/2024                                 | 06/2021–04/2024                              | seit 04/2024                                 | 08/2021–04/2024                              | seit 04/2024                                 | 06/2021–03/2024                              | seit 03/2024                                 | 08/2021–03/2024                              | seit 03/2024                                 |
| Motorkenndaten                              |                                              |                                              |                                              |                                              |                                              |                                              |                                              |                                              |                                              |                                              |
| Motorbezeichnung *                          | OM 654 M                                     | OM 654 M                                     | OM 654 M                                     | OM 654 M                                     | OM 654 M                                     | OM 654 M                                     | OM 654 M                                     | OM 654 M                                     | OM 654 M                                     | OM 654 M                                     |
| Motortyp                                    | R4-Dieselmotor                               | R4-Dieselmotor                               | R4-Dieselmotor                               | R4-Dieselmotor                               | R4-Dieselmotor                               | R4-Dieselmotor                               | R4-Dieselmotor                               | R4-Dieselmotor                               | R4-Dieselmotor                               | R4-Dieselmotor                               |
| Gemischaufbereitung                         | Common-Rail-Direkteinspritzung               | Common-Rail-Direkteinspritzung               | Common-Rail-Direkteinspritzung               | Common-Rail-Direkteinspritzung               | Common-Rail-Direkteinspritzung               | Common-Rail-Direkteinspritzung               | Common-Rail-Direkteinspritzung               | Common-Rail-Direkteinspritzung               | Common-Rail-Direkteinspritzung               | Common-Rail-Direkteinspritzung               |
| Motoraufladung                              | Turbolader + elektrischer Zusatzverdichter   | Turbolader + elektrischer Zusatzverdichter   | Turbolader + elektrischer Zusatzverdichter   | Turbolader + elektrischer Zusatzverdichter   | Turbolader + elektrischer Zusatzverdichter   | Turbolader + elektrischer Zusatzverdichter   | Turbolader + elektrischer Zusatzverdichter   | Turbolader + elektrischer Zusatzverdichter   | Turbolader + elektrischer Zusatzverdichter   | Turbolader + elektrischer Zusatzverdichter   |
| Hubraum                                     | 1993 cm³                                     | 1993 cm³                                     | 1993 cm³                                     | 1993 cm³                                     | 1993 cm³                                     | 1993 cm³                                     | 1993 cm³                                     | 1993 cm³                                     | 1993 cm³                                     | 1993 cm³                                     |
| max. Leistung                               | 120 kW + 17 kW (163 PS + 23 PS) bei 4200/min | 120 kW + 15 kW (163 PS + 20 PS) bei 4200/min | 147 kW + 17 kW (200 PS + 23 PS) bei 4200/min | 147 kW + 15 kW (200 PS + 20 PS) bei 4200/min | 147 kW + 17 kW (200 PS + 23 PS) bei 4200/min | 147 kW + 15 kW (200 PS + 20 PS) bei 4200/min | 195 kW + 17 kW (265 PS + 23 PS) bei 4200/min | 195 kW + 15 kW (265 PS + 20 PS) bei 4200/min | 195 kW + 17 kW (265 PS + 23 PS) bei 4200/min | 195 kW + 15 kW (265 PS + 20 PS) bei 4200/min |
| max. Drehmoment                             | 380 Nm bei 1800–2800/min + 200 Nm            | 380 Nm bei 1800–2800/min + 200 Nm            | 440 Nm bei 1800–2800/min + 200 Nm            | 440 Nm bei 1800–2800/min + 200 Nm            | 440 Nm bei 1800–2800/min + 200 Nm            | 440 Nm bei 1800–2800/min + 200 Nm            | 550 Nm bei 1800–2200/min + 200 Nm            | 550 Nm bei 1800–2200/min + 200 Nm            | 550 Nm bei 1800–2200/min + 200 Nm            | 550 Nm bei 1800–2200/min + 200 Nm            |
| Kraftübertragung                            |                                              |                                              |                                              |                                              |                                              |                                              |                                              |                                              |                                              |                                              |
| Antrieb, serienmäßig                        | Hinterradantrieb                             | Hinterradantrieb                             | Hinterradantrieb                             | Hinterradantrieb                             | Allradantrieb                                | Allradantrieb                                | Hinterradantrieb                             | Hinterradantrieb                             | Allradantrieb                                | Allradantrieb                                |
| Getriebe, serienmäßig                       | 9-Gang-Automatik (9G-Tronic)                 | 9-Gang-Automatik (9G-Tronic)                 | 9-Gang-Automatik (9G-Tronic)                 | 9-Gang-Automatik (9G-Tronic)                 | 9-Gang-Automatik (9G-Tronic)                 | 9-Gang-Automatik (9G-Tronic)                 | 9-Gang-Automatik (9G-Tronic)                 | 9-Gang-Automatik (9G-Tronic)                 | 9-Gang-Automatik (9G-Tronic)                 | 9-Gang-Automatik (9G-Tronic)                 |
| Messwerte, Limousine                        |                                              |                                              |                                              |                                              |                                              |                                              |                                              |                                              |                                              |                                              |
| Höchstgeschwindigkeit                       | 230 km/h                                     | 230 km/h                                     | 245 km/h                                     | 245 km/h                                     | 239 km/h                                     | 239 km/h                                     | 250 km/h (1)                                 | 250 km/h (1)                                 | 250 km/h (1)                                 | 250 km/h (1)                                 |
| Beschleunigung, 0–100 km/h                  | 7,7 s                                        | 7,9 s                                        | 7,3 s                                        | 7,5 s                                        | 7,4 s                                        | 7,6 s                                        | 5,7 s                                        | 5,7 s                                        | 5,9 s                                        | 5,9 s                                        |
| Kraftstoffverbrauch auf 100 km (kombiniert) | 4,2–4,5 l Diesel                             | 4,6 l Diesel                                 | 4,3–4,6 l Diesel                             | 4,6 l Diesel                                 | 4,5–4,8 l Diesel                             | 4,8 l Diesel                                 | 5,0–5,3 l Diesel                             | 5,1 l Diesel                                 | 5,0–5,3 l Diesel                             | 5,2 l Diesel                                 |
| CO2-Emission (kombiniert)                   | 111–119 g/km                                 | 121 g/km                                     | 115–122 g/km                                 | 120 g/km                                     | 118–127 g/km                                 | 127 g/km                                     | 132–139 g/km                                 | 133 g/km                                     | 132–139 g/km                                 | 136 g/km                                     |
| Messwerte, T-Modell                         |                                              |                                              |                                              |                                              |                                              |                                              |                                              |                                              |                                              |                                              |
| Höchstgeschwindigkeit                       | 226 km/h                                     | 226 km/h                                     | 242 km/h                                     | 240 km/h                                     | 237 km/h                                     | 237 km/h                                     | 250 km/h (1)                                 | 250 km/h (1)                                 | —                                            | —                                            |
| Beschleunigung, 0–100 km/h                  | 7,8 s                                        | 8,0 s                                        | 7,4 s                                        | 7,6 s                                        | 7,5 s                                        | 7,7 s                                        | 5,8 s                                        | 5,8 s                                        | —                                            | —                                            |
| Kraftstoffverbrauch auf 100 km (kombiniert) | 4,4–4,7 l Diesel                             | 4,8 l Diesel                                 | 4,5–4,8 l Diesel                             | 4,7 l Diesel                                 | 4,6–4,9 l Diesel                             | 5,0 l Diesel                                 | 5,1–5,3 l Diesel                             | 5,2 l Diesel                                 | —                                            | —                                            |
| CO2-Emission (kombiniert)                   | 116–124 g/km                                 | 125 g/km                                     | 133–140 g/km                                 | 124 g/km                                     | 120–129 g/km                                 | 131 g/km                                     | 134–141 g/km                                 | 137 g/km                                     | —                                            | —                                            |
| Messwerte, All-Terrain                      |                                              |                                              |                                              |                                              |                                              |                                              |                                              |                                              |                                              |                                              |
| Höchstgeschwindigkeit                       | —                                            | —                                            | —                                            | —                                            | 231 km/h                                     | 231 km/h                                     | —                                            | —                                            | —                                            | —                                            |
| Beschleunigung, 0–100 km/h                  | —                                            | —                                            | —                                            | —                                            | 7,8 s                                        | 8,0 s                                        | —                                            | —                                            | —                                            | —                                            |
| Kraftstoffverbrauch auf 100 km (kombiniert) | —                                            | —                                            | —                                            | —                                            | 4,9–5,6 l Diesel                             | 5,0 l Diesel                                 | —                                            | —                                            | —                                            | —                                            |
| CO2-Emission (kombiniert)                   | —                                            | —                                            | —                                            | —                                            | 129–147 g/km                                 | 132 g/km                                     | —                                            | —                                            | —                                            | —                                            |
| Zertifizierung                              |                                              |                                              |                                              |                                              |                                              |                                              |                                              |                                              |                                              |                                              |
| Abgasnorm nach EU-Klassifikation            | Euro 6d-ISC-FCM                              | Euro 6e                                      | Euro 6d-ISC-FCM                              | Euro 6e                                      | Euro 6d-ISC-FCM                              | Euro 6e                                      | Euro 6d-ISC-FCM                              | Euro 6e                                      | Euro 6d-ISC-FCM                              | Euro 6e                                      |

* Die Motorbezeichnung ist wie folgt verschlüsselt:
M = Motor (Otto), OM = Ölmotor (Diesel), Baureihe = 3-stellig, M = Mildhybrid, Hubraum = Deziliter (gerundet), DE = Direkteinspritzung, H = Homogen, L = Ladeluftkühlung, A = Abgasturbolader